# Dorofiejewo (rejon zapadnodwiński)
Dorofiejewo (ros. Дорофеево) – wieś (dieriewnia) w Rosji, w obwodzie twerskim, w rejonie zapadnodwińskim. W 2010 liczyła 5 mieszkańców.